# Planet Mamon
Planet Mamon is het eerste album van de band The Sort of Quartet. 

## Tracklist
| nr. | titel                     | duur  |
| --- | ------------------------- | ----- |
| 1   | Twisto Mambo              | 4:28  |
| 2   | Bahgdumas                 | 6:22  |
| 3   | Cone Jo Dedo              | 6:15  |
| 4   | Jocky Slovakia            | 3:35  |
| 5   | Caustic Soda              | 7:13  |
| 6   | Funeral for the Magnatone | 9:30  |
| 7   | Planet Mamon              | 10:01 |
| 8   | Road Runner               | 7:32  |
| 9   | The Big Stomp             | 7:24  |

## Bandleden
- Alfredo Hernandez - drums
- Mario Lalli - gitaar
- Larry Lalli - basgitaar
- Gary Arce - gitaar
- Randy Barker - trompet
- David Such - klarinet